# Music & Words
Music & Words is een Nederlandse platenmaatschappij gespecialiseerd in muziek 'gebaseerd op tradities'.

## Kleine historie
In 1990 verscheen de eerste cd op het dan nog MW Records genoemde label. Het Nijmeegse trio Appellation Contrôlée had de eer om in maart van dat jaar als eerste titel uit te komen. Het trio speelde muziek uit de 20e eeuw van o.a. Arvo Pärt, Tom Waits, Leonard Bernstein, Erik Satie en Fay Lovsky op draailier en trekharmonica. Later dat jaar volgden nog twee titels, waaronder het debuutalbum van Captain Gumbo, '1 More 2 Step. Daarmee scoorde het label begin 1991 zijn eerste en enige singlehit met het nummer 'Allons à Lafeyette'.
In de loop van de jaren volgden nog vele cd's in diverse genres, zoals blues, cajun, folk, Afrikaans, Aziatisch etc. Maar bijna altijd zat daar een traditionele basis in als bindend element tussen de diverse stromingen. Onder de eigen producties vinden we namen van artiesten als Cristina Branco, Farida, Ifang Bondi, John Kirkpatrick, Last Call, Electric Kings, Namgyal Lhamo, Luthomania, Amparo Cortés, Water & Wijn en vele anderen. Bovendien verschenen er in licentie albums van groepen als Värttinä, Hedningarna, Sweet Honey in the Rock, Augie Meyers, Battlefield Band, Amanda Strydom en Moya Brennan.

## Labels
Om de diversiteit te benadrukken en duidelijker te maken, werd het oorspronkelijke label, MW Records, gesplitst in een vijftal zich onderscheidende labels. MW Records wordt vanaf dan uitsluitend gebruikt voor singer-songwriters en contemporary folk en op dit label zijn artiesten als Moya Brennan, Kieran Goss, MaCavity's Cat en Ruud Hermans te vinden. De andere labels zijn:
- MW Records: singer-songwriters, contemporary folk, etc met artiesten als Michael de Jong, Moya Brennan, Ruud Hermans en Kieran Goss.
- Red White 'n Blues is het label voor de Amerikaanse tradities. Cajun in de vorm van bv. Le Rue, Captain Gumbo en Louisiana Radio en blues met Last Call, Lefthand Freddy en The Electric Kings.
- Zimbraz: voor Zuid-Amerikaanse en Afrikaanse muziek. Daarop onder andere de meisjes van Tiharea, afropop van Ifang Bondi of Eric Agyman, maar ook Noord-Afrikaanse muziek van bv. Ghalia Benali of Ensemble Roudaniyat, naast Latijns-Amerikaanse klanken van Antonio Rivas en Tierra Caliente.
- Fréa Records: voor Europa en klezmermuziek. Het grootste label van de vijf bevat muziek uit alle windstreken van Europa. Noord-Europa met Gjallarhorn, Hedningarna en Värttinä, West-Europa met o.a. John Kirkpatrick, Jean Blanchard, Comas, David Munnelly en The Easy Club, maar ook met muziek uit eigen land en België met Fred Piek, Water & Wijn en Jan Smed. Zuid-Europa is vertegenwoordigd met bv. Cristina Branco, La Ciapa Rusa en Amparo Cortés en tot slot Oost-Europa met Kálmán Balogh, Nello Miranda, etc. Een speciaal genre binnen dit label is de joodse muziek. Men vindt er klezmer van Mazzeltov, Kharkov Klezmer Band, the Klezmorim, Di Fidl-Kapelye e.a. en Sefardische muziek van Shura Lipovsky.
- Papyros: voor Azië. Daarop veel Iraakse muziek van Farida en haar echtgenoot Mohammad Gomar, maar ook prachtige Indiase muziek en muziek uit Tibet van Gang Chenpa en Namgyal Lhamo.
- Saphrane is het jongste label, gelanceerd in 2007. De cd's komen in speciale verpakking, het genre meandert tussen wereldmuziek, jazz en klassiek. Vaak gaat het om liveopnames, de plek waar muziek de meeste emotie kent. Het label werd gelanceerd met tangojazzpianist Pablo Ziegler, een cd die genomineerd is geweest voor de Latin Grammy 2008. Verder vinden we hierop de jonge Zuid-Afrikaanse jazzzangeres Tutu Puoane, wereldmuziekartiesten Amina Alaouoi en CaravanSarail en een klassiek album van de Engelse tenor Benjamin Hulett met de strijkers van 440Hz.
- 6 Spices ten slotte is het vinyllabel. In 2009 werden de eerste 180grs lp's uitgebracht, folk-, blues- en jazzklassiekers van Shirley Collins, Nic Jones, Magic Sam, Sun Ra en Dinah Washington. Back to the roots.

## Nieuwe ontwikkelingen
In 2007 werd een nieuw label opgericht, Saphrane. Dit gebeurde in samenwerking met Gustavo Pazos, een medewerker van de NPS, en Art-Sound. Op dit label verschijnen vooral liveopnames of opnames waarbij het livegevoel goed tot uiting komt. Dit vanuit de overtuiging dat op deze manier de emotie van de muziek het beste tot zijn recht komt. Voor het eerst in de geschiedenis van Music & Words wordt nu ook jazz en klassiek uitgebracht, aangezien dit label wereldmuziek, jazz en klassiek zal uitbrengen plus de interessante tussenvormen. Het eerste album, Buenos Aires Report van Pablo Ziegler en Quique Sinesi (nuevo tango) was alvast een succes. Het werd uitgebracht in de VS en Zuid-Amerika en werd genomineerd voor een Latin Grammy. De Zuid-Afrikaanse jazzzangeres Tutu Puoane is onverwacht succesvol in het Verre Oosten. Haar cd zal in Japan en Thailand verschijnen.
Nadat in 2008 de eerste cd's als downloads beschikbaar zijn gekomen, gaat Music & Words in 2009 verder met lp's. Hiervoor is het label 6 Spices opgericht. Hierop verschijnen in eerste instantie heruitgaven van oude lp's in de genres blues, jazz, folk, world, klassiek en pop/rock. De lp's worden uitgebracht op 180grs audiofiel vinyl. Er wordt begonnen met klassiekers van Magic Sam (West Side Soul), Sun Ra (Sun Song), Shirley Collins (Adieu to Old England), Nic Jones (Penguin Eggs), Dinah Washington (Mellow Mama) en Carey Bell (Carey Bell's Blues Harp).